# Купи (Гросето)
Купи (итал. Cupi) је насеље у Италији у округу Гросето, региону Тоскана.
Према процени из 2011. у насељу је живело 6 становника. Насеље се налази на надморској висини од 48 м.